# Cuspidella grandis
Cuspidella grandis är en nässeldjursart som beskrevs av Walter Douglas Hincks 1868. Cuspidella grandis ingår i släktet Cuspidella och familjen Campanulinidae. Inga underarter finns listade i Catalogue of Life.